# Vestido blanco de Marilyn Monroe
El vestido blanco que la actriz estadounidense Marilyn Monroe lució en la película The Seven Year Itch (La tentación vive arriba, en España; La comezón del séptimo año, en Hispanoamérica) estrenada en 1955 y dirigida por Billy Wilder, fue creado por el diseñador de moda William Travilla y se dio a conocer en una de las más famosas escenas de la película. Es un ícono en la historia cinematográfica y la imagen de Marilyn Monroe parada sobre las rejillas del metro luciendo el vestido que vuela con la intensidad del aire, es reconocida como una de las imágenes más famosas del siglo XX.

## Antecedentes e historia
Cuando el diseñador William Travilla, conocido simplemente como Travilla, comenzó a trabajar con Marilyn Monroe, ya había ganado un Óscar por su trabajo en la película El burlador de Castilla en 1948. Cuando Travilla comenzó a trabajar con Marilyn en 1952 en Don't Bother to Knock, era todavía uno de los muchos diseñadores de vestuario de 20th Century Fox. Travilla diseñó el vestuario de la actriz en ocho películas, y de acuerdo con revelaciones que él hizo, también tuvieron una relación amorosa. En 1955 diseñó el vestido blanco tipo cocktail usado por Marilyn Monroe mientras su esposa Dona Drake estaba de vacaciones. Sigue siendo su trabajo más famoso. De acuerdo con Hollywood Costume: Glamour! Glitter! Romance! por Dale McConathy y Diana Vreeland, Travilla no diseñó el vestido sino que lo compró ya terminado (aunque el diseñador siempre negó esta declaración).
En la película, el vestido blanco aparece en la secuencia en donde Marilyn Monroe y su coestrella Tom Ewell salen del Trans-Lux 52nd Street Theatre, ubicado en 586 Lexington Avenue en Manhattan, cuando acababan de ver la película de terror de 1954 Creature from the Black Lagoon. Cuando escuchan pasar el metro por debajo de las rejillas de la acera, el personaje de Monroe se para sobre la reja diciendo "Oooh, sientes la brisa del metro?", mientras el viento levanta el vestido exponiendo sus piernas. Originalmente la película estaba programada para ser filmada en la propia calle afuera del Trans-Lux a la 1:00 a. m. el 15 de septiembre de 1954. Sin embargo, la presencia de la actriz y las cámaras captaron la atención de miles de fanes, así que el director Billy Wilder fue obligado a regrabar en un set de 20th Century Fox. La representación de Monroe ha sido comparada con un evento similar en el cortometraje de 1901 What Happened on Twenty-third Street, New York City. También ha sido descrita como una de las imágenes más emblemáticas de todo el siglo XX.
Después de la muerte de Monroe en 1962, Travilla mantuvo bajo llave el vestido junto con todos los demás confeccionados para la actriz a lo largo de los años, al punto de que por largos años se habló de una "Colección perdida". Sólo después de su muerte en 1990 fue que los vestidos y la ropa se pusieron a disposición de Bill Sarris, un famoso colega de Travilla, que los exhibió, antes de que las prendas se unieran a la colección privada de recuerdos de Hollywood propiedad de Debbie Reynolds expuesta en el Hollywood Motion Picture Museum. Durante una entrevista con Oprah Winfrey, hablando acerca del famoso vestido de Monroe, Reynolds súbitamente dijo que "el vestido había tomado un color más crudo, como color perla, por el paso de los años". En 2011, Reynolds anunció que vendería la colección completa en una subasta por etapas, la primera a celebrar el 18 de junio de 2011. Antes de la subasta se había estimado que el vestido se vendería a un precio de entre uno a dos millones de dólares, pero realmente se vendió en más de $5.6 millones de dólares ($4.6 millones de dólares más un agregado de un millón de dólares por comisiones).

## Diseño

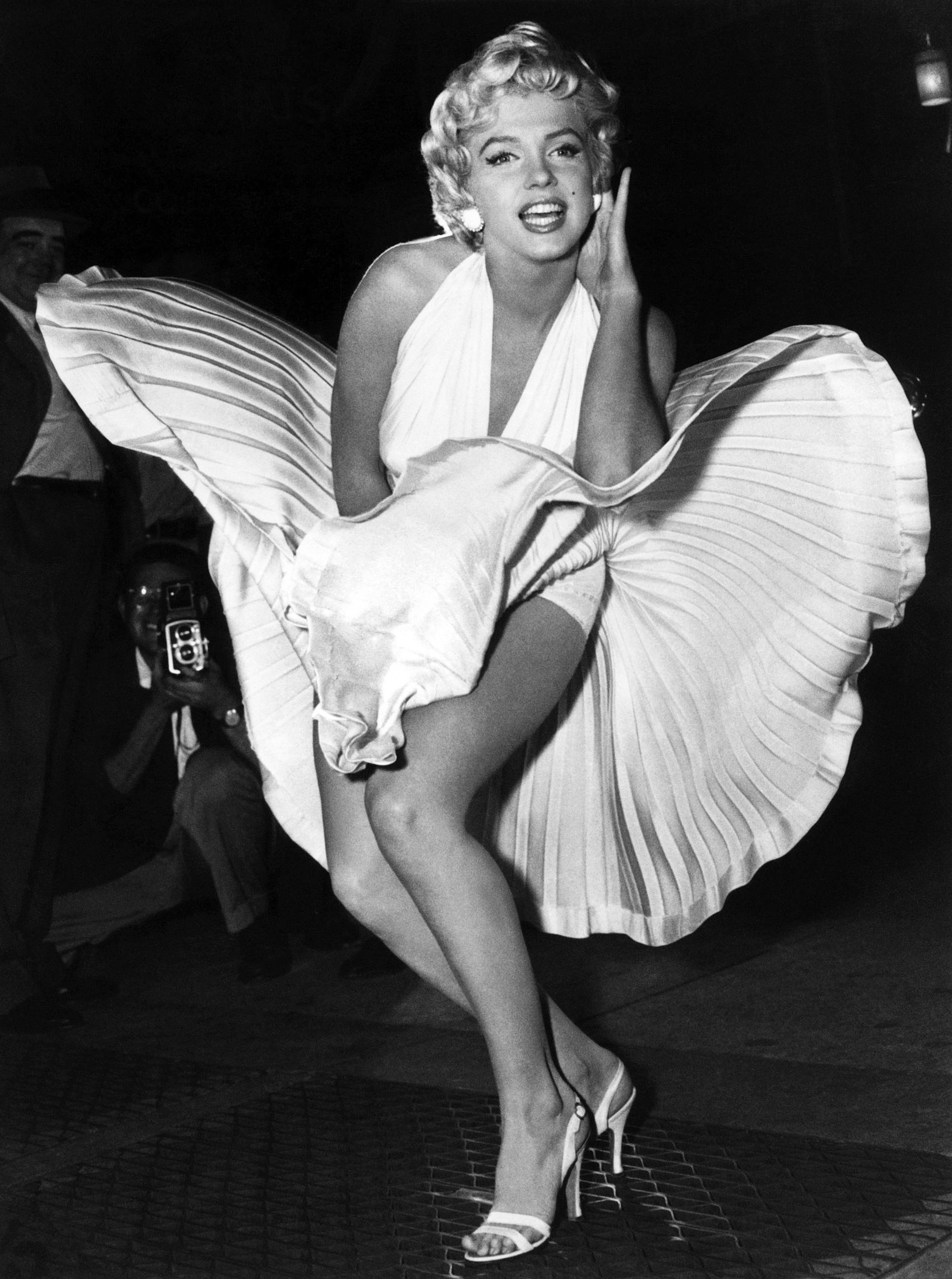
Marilyn Monroe posando con el vestido blanco.

El vestido es un vestido de cóctel en color marfil claro en un estilo que estaba de moda en los años 1950 y 1960. El corpiño del tipo halter tiene un pronunciado escote y está conformado por dos piezas suavemente plisadas que se unen detrás del cuello, dejando al descubierto los hombros, brazos y espalda de la usuaria. El halter está unido a una banda que se encuentra justo bajo el pecho, adaptada a la línea natural de la cintura. Un suave y estrecho cinturón está envuelto alrededor del torso, cruzado por delante y atado en un lazo en la cintura, al lado izquierdo. Debajo de la banda que rodea la cintura hay una amplia falda suavemente plisada que llega hasta las rodillas. En la parte de atrás del vestido hay una cremallera y algunos pequeños botones atrás del halter.

## Recepción
En el momento en el que la película fue filmada, el esposo de Marilyn Monroe expresó que siempre odió el vestido de la actriz, pero en realidad era un gran elemento que representaba el legado de Monroe. En los años siguientes a la muerte de Monroe, las imágenes en las cuales posaba con el vestido blanco fueron mostradas en muchas y diferentes imitaciones así como representaciones póstumas de la actriz. Ha sido imitada por el cine del siglo XXI: incorporado por Fiona en Shrek 2 (2004), por Amy Poehler en Patinazo a la Gloria (2007), y Anna Faris en La casa de las conejitas (2008); En el episodio de la segunda temporada del anime de Pokemón se puede ver que Delia Ketchum por unos segundos imitando la misma postura y el mismo vestido, entre otras. En la película La mujer de rojo (1984), Kelly LeBrock repite la misma escena solo que ella en cambio posando con un vestido rojo.
La página de moda Glamour.com clasificó el vestido como "el vestido más famoso de toda la historia".
Anna Nicole Smith apareció varias veces luciendo un vestido similar al de Marilyn e imitando sus mejores escenas.
Una Muñeca Barbie de Mattel fue creada vistiendo un vestido blanco como el de Marilyn Monroe. La imagen de Monroe también apareció en unos sellos  de correos de Somalia.
En julio de 2011 John Seward Johnson II creó una estatua de Monroe de 26 pies (7,9 m) llamada Forever Marilyn mostrándola con el vestido y pose míticos de The Seven Year Itch, que dio a conocer en el Pioneer Court en la Magnificent Mile de la ciudad de Chicago y destinada a pasar toda la primavera en aquel lugar. Después fue reubicada en Palm Springs, California.